# Abd al-Rahman al-Tha'alibi
Abd al-Rahman al-Tha'alibi (in arabo عبد الرحمان الثعالبي‎?; Isser, 1384 – Algeri, 1471) è stato un giurista e teologo arabo, marabutto e patrono della città di Algeri. Ha scritto oltre novanta libri sull'Islam e sul sufismo.

## Biografia
Dopo aver memorizzato il Corano, al-Tha'alibi studiò a Tlemcen e a Béjaïa. In quest'ultima città visse per 7 anni e vi incontrò Ali b. Osman el-Miklâtî e Abu al-Rabi' Sulayman. Prese lezioni di fiqh, metodologia, tafsir, recitazione e hadith, poi soggiornò a Tunisi, all'epoca capitale degli Hafsidi, dal 1406 al 1414. Dopo aver studiato in Egitto, si recò a Bursa, dove gli fu dedicata un'area di preghiera, poi in occasione del pellegrinaggio alla Mecca seguì le lezioni di Abdurrahman b. Muhammed el-Cîlâlî.
In Tunisia si distinse nella scienza degli hadith, poi rientrò in Algeria, dove si dedicò alla scrittura, all'insegnamento e alla predicazione. Alcuni suoi allievi furono Muhammad b. Merzûk el-Kefîf, Ahmad Zarruq, Senoussi e Ahmed Zouaoui.

## Opere
al-Tha'alibi fu autore di circa novanta opere, alcune delle quali sono le seguenti:
- el-Cevâhirü'l-ḥisân fî tefsîri'l-Ḳurʾân
- el-ʿUlûmü'l-fâḫire fi'n-naẓar fî umûri'l-âḫire (Cairo 1317; Algeri 1327).
- el-Muḫtâr mine'l-cevâmiʿ fî muḥâẕâti'd-Düreri'l-levâmiʿ fî aṣli maḳraʾi'l-İmâm Nâfiʿ (Algeri 1324).
- Ravżatü'l-envâr ve nühetü'l-aḫyâr (Cairo 1329).
- el-Envâr fî âyâti'n-nebiyyi'l-muḫtâr
- al-Meraʾî
- el-Câmiʿu'l-kebîr (Algeri 1329).
- Şerḥu Muḫtaṣarı İbni'l-Ḥâcib al-Ferʿî
- İltiḳātü'd-dürer (Vezâretü'ş-şuûni'd-dîniyye, nr. 422).
- ed-Dürrü'l-fâʾiḳ fi'l-eẕkâr ve'l-edʿiye ve'l-vaʿẓ (Vezâretü'ş-şuûni'd-dîniyye, nr. 434).
- el-Envârü'l-mużîʾe el-câmiʿa beyne'l-ḥaḳīḳa ve'ş-şerîʿa (el-Mektebetü'l-vataniyye, nr. 876).
- Câmiʿu'l-ümmehât fî aḥkâmi'l-ʿibâdât (el-Mektebetü'l-vataniyye, nr. 583).
- Riyâżü'ṣ-ṣâliḥîn ve tuḥfetü'l-müttaḳīn (al-Mektebetü'l-vataniyye, nr. 883).
- Nefâʾisü'l-mercân fî ḳıṣaṣi'l-Ḳurʾân (al-Mektebetü'l-vataniyye, nr. 319).
- Ḥaḳāʾiḳu'l-ʿaḳīde
- Riyâżü'l-üns fî ʿilmi'r-reḳāʾiḳ ve siyeri ehli'l-ḥaḳāʾiḳ
- Muḫtaṣaru Câmiʿ li-fevâʾide mine'l-ʿilmi Wooltefaʿu bihâ ʿinde'l-ḥâce (el-Hizânetü'l-âmme, nr. D 1530).
- Ġanîmetü'l-vâfid ve buġyetü'ṭ-ṭâlibi'l-mâcid (ed. Muhammed ez-Zâhî, el-Mecelletü's̱-s̱eḳāfiyye , VIII/25, Amman 1403/ 1983, pag. 136-160; Beirut 2005).
- Muʿcem fî Şerḥi'l-elfâẓi'l-ġarîbe (a cura di Ammâr Tâlibî, Algeri 1985).
- Erbaʿûne ḥadîs̱en fî iṣṭınâʿi'l-maʿrûf (ed. Muhammed Tâvit Tancî, Rabat 1985).